# Operation Barleycorn

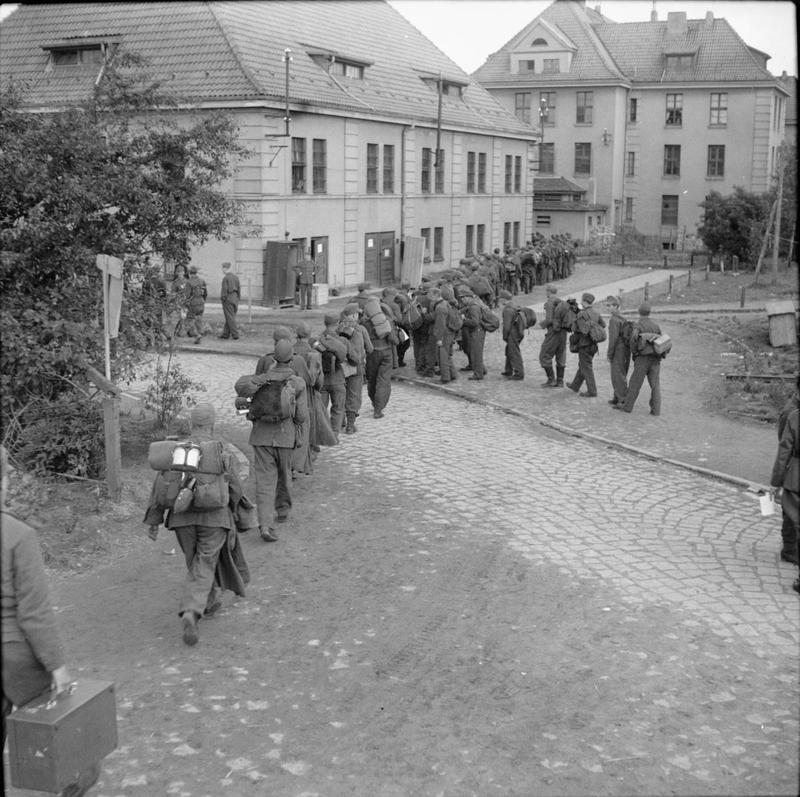
Demobilisierte deutsche Soldaten auf dem Weg zum Arbeitseinsatz, Entlassungzentrum Eutin

Operation Barleycorn (deutsch: Operation Gerstenkorn) war der Codename für eine Maßnahme der Militärverwaltung in der britischen Besatzungszone nach dem Zweiten Weltkrieg, bei der Tausende von deutschen Kriegsgefangenen zwischen Juni und September 1945 freigelassen wurden, um in der Landwirtschaft oder an anderen versorgungsrelevanten Stellen zu arbeiten.

## Hintergrund
Nach der bedingungslosen Kapitulation der deutschen Wehrmacht und der Freilassung von ehemaligen Zwangsarbeitern bestand die Gefahr von Hungersnöten infolge von Personalmangel in der Landwirtschaft. Die Militärverwaltung rechnete mit einem Mangel an Landarbeitern in der Größenordnung von fast 500.000 Menschen. Um dieser Entwicklung vorzubeugen, wurde im Hauptquartier der 21st Army Group ein Plan für eine schnelle, geordnete Auflösung der deutschen Streitkräfte entwickelt, der unter dem Namen Operation Barleycorn bekannt wurde. Die Demobilisierung sollte unter Berücksichtigung des Bedarfs an Arbeitskräften, der Sicherstellung einer möglichst geordneten Wiedereingliederung der entlassenen Soldaten in das zivile Leben und der Verfügbarkeit von Transportmitteln durchgeführt werden. Zu diesem Zweck wurde eine Prioritätenliste für die dringend benötigten Berufsgruppen erstellt. Zu diesen gehörten Arbeitskräfte für Land- und Forstwirtschaft, Transport- und Lebensmittelgewerbe sowie Behördenbedienstete einschließlich Polizei und Post. Erste konkrete Instruktionen zur Durchführung der Demobilisierungsmaßnahmen wurden vom Hauptquartier der 21. Armeegruppe am 21. Mai 1945 erlassen.

## Ablauf
Die Entlassungen erfolgten durch sogenannte Disbandment Control Units in Entlassungssammelzentren (englisch: Discharge Collecting Centres), die in ehemaligen deutschen Militärstützpunkten oder in deren Nähe eingerichtet wurden. Die Operation begann am 5. Juni 1945, einen Monat nach der Kapitulation, und endete am 21. September 1945. Ab Juli wurde das ursprünglich auf etwa 500.000 zu entlassende Personen festgesetzte Operationsziel erweitert. Zusätzlich zu den oben genannten Berufsgruppen wurden Arbeitskräfte für Kohlenbergwerke im Rahmen der Operation Coalscuttle entlassen und danach andere Berufsgruppen sowie weibliche Militärangehörige und zurückgeführte Kriegsgefangene aus dem Ausland, die auf dem Gebiet der britischen Besatzungszone ihren ursprünglichen Wohnsitz hatten. Die Gesamtzahl der bis September Entlassenen belief sich auf über 1,2 Millionen Menschen.